# L'Attaque surprise
L'Attaque surprise (en russe : Напада́ют враспло́х) est un tableau du peintre russe Vassili Verechtchaguine (1871) du genre scène de guerre.
Il fait partie de la sous-série Les Barbares dans la Série du Turkestan de ce peintre. La première exposition personnelle où a été présentée cette toile a eu lieu en 1874 à Saint-Pétersbourg. Actuellement, elle est exposée à la Galerie Tretiakov à Moscou.

## Histoire de la création

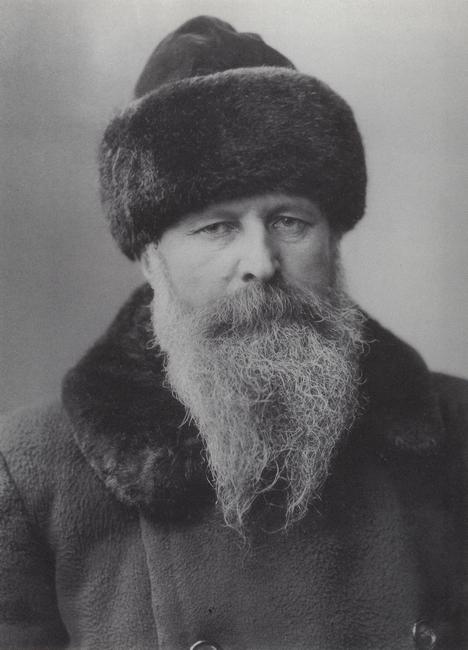
Vassili Verechtchaguine

Le peintre Vassili Verechtchaguine se trouve au Turkestan en 1869, à proximité de la frontière russo-chinoise avec un détachement russe qui participe à la campagne contre les khanats des steppes. Alors qu'il a achevé avec succès sa campagne, sur le chemin du retour, le détachement doit faire face à une attaque dans une vallée de région montagneuse. Verechtchaguine, resté avec un officier un peu à l'écart du détachement principal, voit venir vers lui la cavalerie ennemie en nombre. L'officier est abattu et il reste seul, armé d'un revolver. « Même si mes cheveux ne sont pas devenus gris de peur, j'avoue qu'à ce moment j'ai frémi » — se souvient le peintre. « Ils essayaient de nous atteindre avec leurs chachkas et leurs piques » — écrit-il. « Je décide soit de tirer si c'est possible, soit, si je ne peux pas, de ne pas me laisser prendre sans réagir. Mais tout à coup, tous se replient et s'encourent. C'étaient en voyant les soldats qui accouraient pour nous aider… ».
L'ennemi essaye encore d'encercler le détachement, mais est dispersé par les tirs d'artillerie.
C'est sous le coup de ces événements de 1871 que le peintre imagine son tableau L'attaque surprise. Verechtchaguine reconnaît qu'il était dans le même état mental que l'officier qui se tient raide, penché vers l'arrière, devant le peloton, tenant un sabre à la main.
Ce tableau fait partie d'une sous-série de sept œuvres (dans la Série du Turkestan) du peintre intitulée Les Barbares (Le guet, Attaque surprise, Ils nous cernent et nous poursuivent, Présentation des trophées, Triomphe, Au tombeau du saint et Apothéose de la guerre), que Verechtchaguine appelait aussi « un poème épique, dans lequel les toiles remplacent les chapitres ». Les sujets sont le sort tragique de détachements russes en moins grand nombre que l'ennemi, le comportement cruel des vainqueurs rassemblant les crânes comme trophées et fêtant leur victoire.

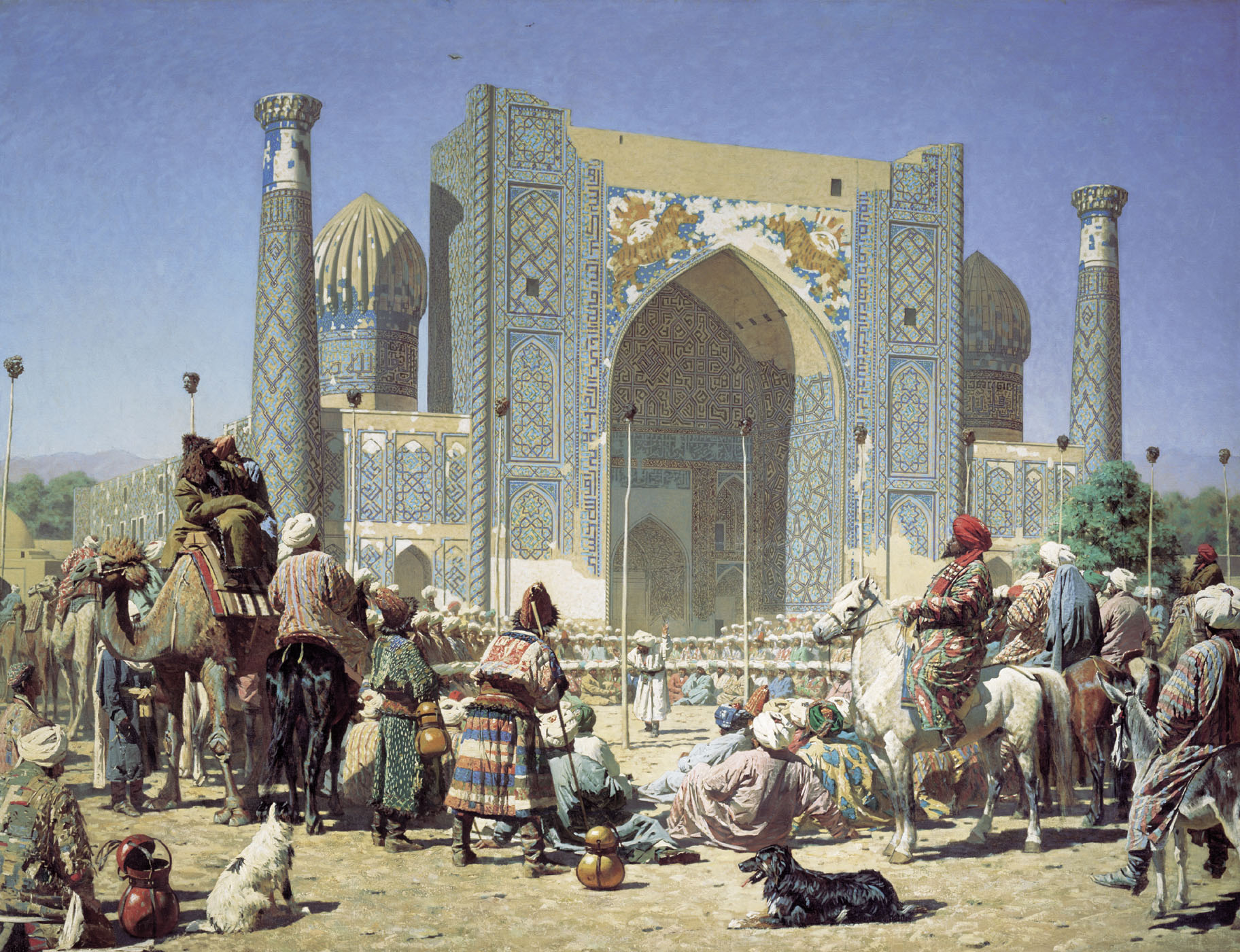
Triomphe
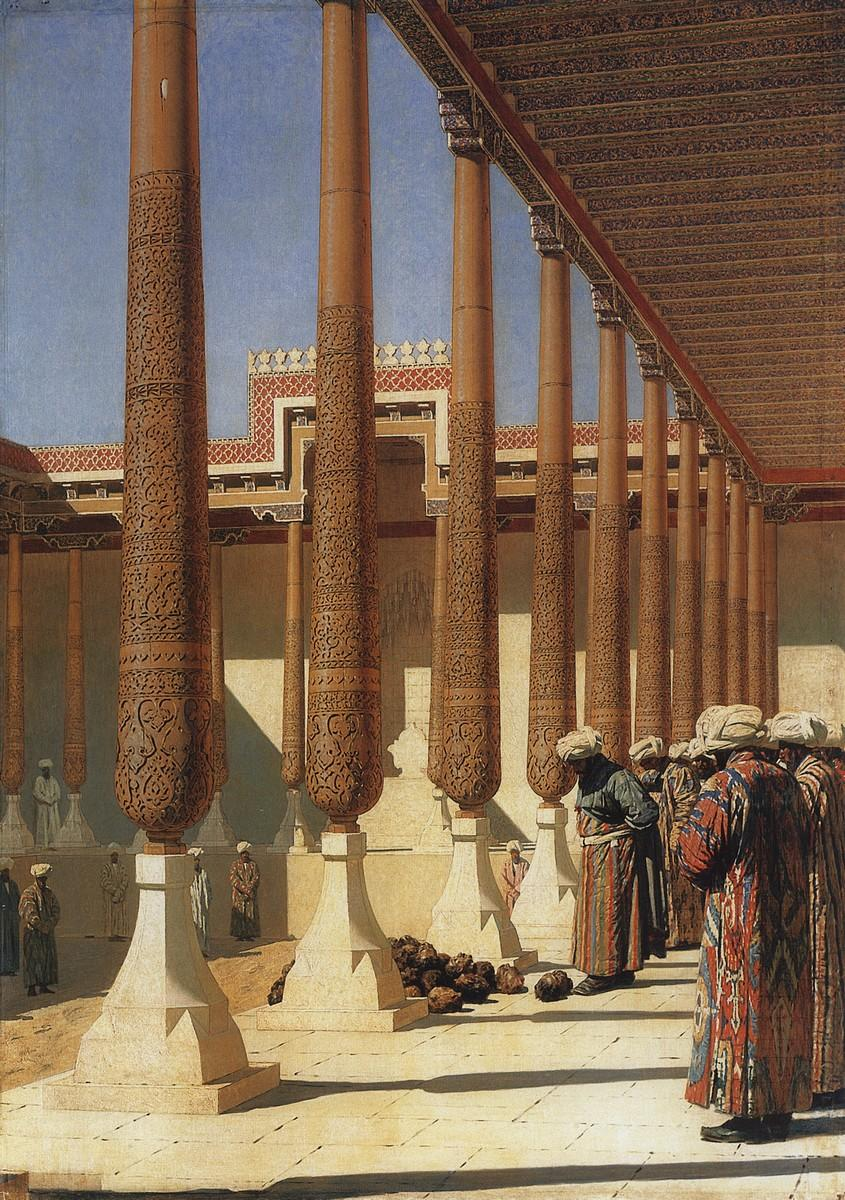
Présentation des trophées
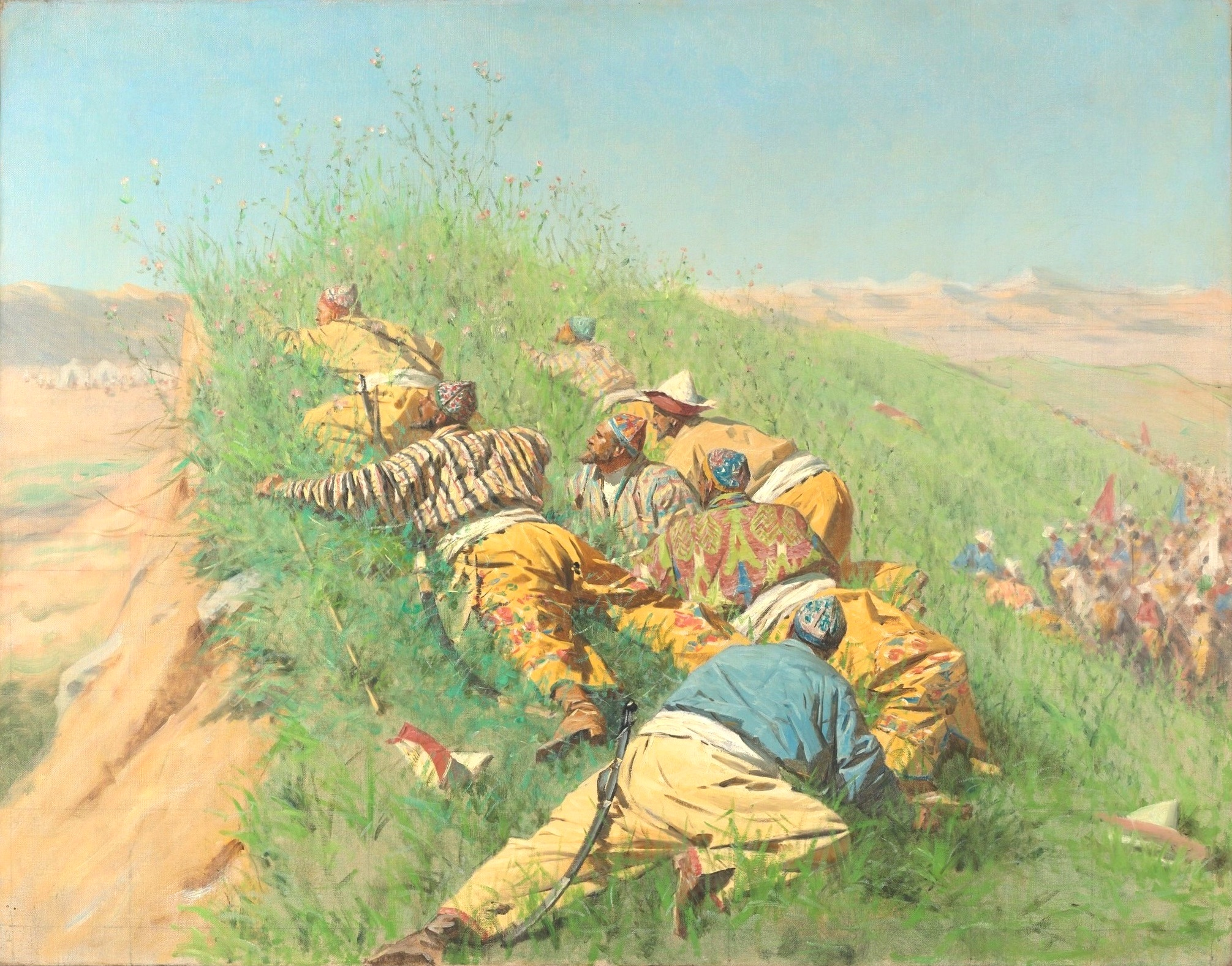
Le guet

En mars 1874, à Saint-Pétersbourg, Verechtchaguine expose ces toiles de la série Barbares. L'empereur Alexandre II vient visiter son exposition et en ressort avec une impression positive. Mais ce n'était pas le cas de tout le monde et des officiers considéraient qu'il déshonorait l'armée par certains de ses sujets.

## Composition
C'est le tableau d'une bataille dans le sens le plus étroit du mot. Le thème est la fermeté et l'héroïsme du soldat russe qui se manifestent même dans les moments les plus difficiles. Un petit détachement russe est attaqué dans une vallée de manière inattendue par une charge de cavalerie ennemie. L'impression de soudaineté de cette attaque surprise et de la rapidité du galop des cavaliers ennemis est rendue par le dégradé des bannières des attaquants indiquant leur ligne de front, par la course éperdue des soldats russes qui fuient devant eux. Mais aussi par la poignée de soldats réguliers qui ne perdent pas la tête et se regroupent en carré pour se défendre coûte que coûte jusqu'au dernier. Il faut remarquer que les soldats russes sont les seuls à disposer d'armes à feu.

## Appréciation
L'historien Vladimir Sadovene observe que le tableau ne reproduit pas un épisode concret de la guerre de conquête du Turkestan par les Russes, mais rend les impressions générales du peintre sur des épisodes de ce conflit. Sadovene retrouve dans ce tableau l'épitaphe de Sviatoslav Ier : « Nous mourrons, ne déshonorons pas la terre russe ! Ce n'est pas une honte de mourir ! ». La composition de ce tableau est unique pour la série sur le Turkestan. La toile est allongée horizontalement et la poignée de défenseurs est placée de manière asymétrique par le peintre, ce qui décale le premier plan vers la gauche. La tonalité du tableau s'éloigne aussi de celle des autres tableaux de la série construits sur des jeux de contrastes qui donnent aux toiles plus d'unité que celle de l'attaque surprise.